# Цифрова однооб'єктивна дзеркальна фотокамера

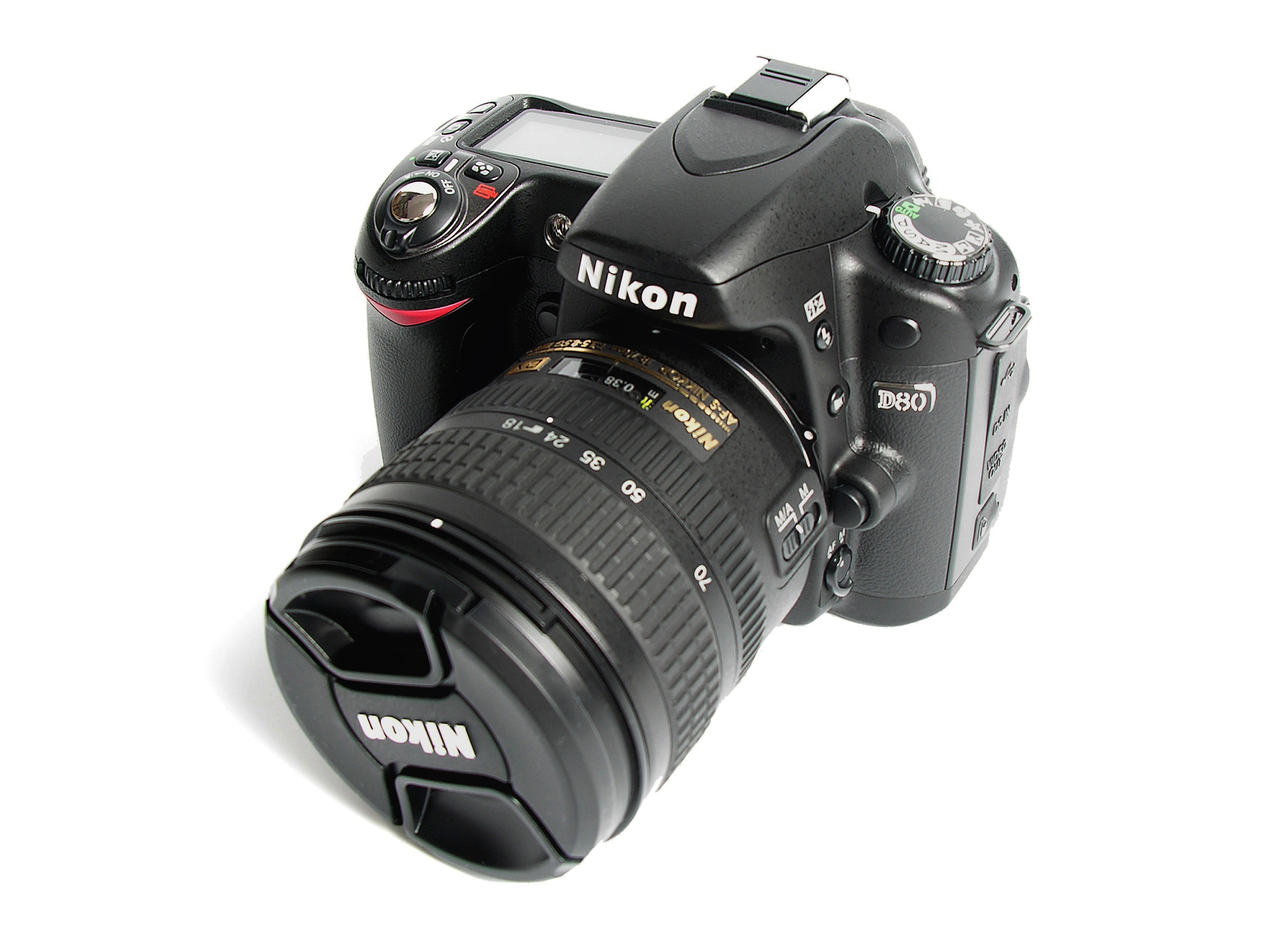
Цифрова однооб'єктивна дзеркальна фотокамера

Цифрова однооб'єктивна дзеркальна фотокамера (цифрова SLR або DSLR від англійської назви digital single-lens reflex camera, цифрова дзеркалка) є цифровою фотокамерою, яка використовує автоматичний дзеркальний механізм та пентапризму або пентадзеркало для того, щоб спрямувати світло із об'єктива крізь видошукач в окуляр.
Базовий принцип роботи цифрової дзеркалки полягає у наступному. З метою забезпечення постійного візирування об'єкта зйомки (пошуку виду), дзеркало відбиває світло, яке поступає із об'єктиву, і спрямовує його вгору під кутом близько 90°. Звідти пентапризмою світло спрямовується в око фотографа. Під час зйомки (коли фотограф, наприклад, натискає кнопку затвора) дзеркало підіймається, а затвор відкривається, дозволивши об'єктиву спроєктувати світло на сенсор фотокамери.

## Стисло про різницю між DSLR та простою цифровою фотокамерою
Основною різницею між цифровою дзеркалкою і просто цифровою фотокамерою є схема спрямування світла у режимі пошуку виду. У недзеркальних фотокамерах, як правило, світло із об'єктиву постійно спрямовується на сенсор і обробляється процесором, що дозволяє використовувати LCD монітор камери як електронний видошукач.
На противагу цьому у DSLR камерах світло, як правило, постійно спрямовується в окуляр видошукача, відбиваючись від дзеркала. При цьому використання рідкокристалічного дисплея як електронного видошукача стає неможливим. Проте останнім часом з'являються DSLR фотокамери з можливістю використання LCD монітора в ролі видошукача, як у звичайній цифровій фотокамері, але це вносить свої обмеження.
В інших аспектах DSLR камери аналогічні звичайним (не дзеркальним) цифровим фотокамерам.

## Особливості конструкції DSLR-камер

Поперечний переріз системи SLR.
1 — 4 оптичні елементи (лінзи)
2 — Дзеркало
3 — Центральний затвор
4 — Сенсор
5 — Матове скло
6 — Лінза конденсатора
7 — Пентапризма
8 — Окуляр видошукача

Базується на принципі SLR. Має дзеркало, що дозволяє бачити у видошукачі те саме зображення, яке буде відзнято. Поперечний переріз (вид збоку) оптичних компонентів камери демонструє, яким чином світло проходить крізь сукупність лінз (1), відбивається дзеркалом (розташованим під кутом 45 градусів) (2) і проєктується на матове скло (5). Крізь конденсуючу лінзу (6) і пентапризму (відбившись від її граней) (7), зображення проєктується через окуляр (8) в око фотографа.
Автоматичне фокусування активується після натиснення до половини кнопки спуску або натисканням кнопки автофокусування, як це зазвичай відбувається в автофокусуючих плівкових SLR камерах. Ручне фокусування здійснюється обертанням фокусного кільця на об'єктиві.
При зйомці дзеркало підіймається вгору у напрямку, показаному стрілкою, затвор (3) відкривається, і зображення проєктується на сенсор (4), після чого затвор зачиняється, а дзеркало вертається у початкове положення під кутом у 45 градусів, діафрагма відкривається, а механізм спуску затвор взводиться для наступних зйомок.
Деякі високо-технологічні камери мають затвор у видошукачі для того, щоб продовжити подачу світла в окуляр під час тривалих витримок.

### Швидке фокусування
Представлена схема конструкції є спрощеною, тому сенсори системи автофокусування не зображені. Вони знаходяться у нижній частині механізму підйому дзеркала. У такій системі головне дзеркало у центрі є напівпрозорим таким чином, що частина світла проходить крізь нього і, відбившись від допоміжного дзеркала, спрямовується вниз до сенсорів автофокусу.
Цифрові дзеркалки зазвичай використовують систему пасивного автофокусування. Цей метод забезпечує швидке дуже фокусування, але вимагає наявності на шляху світла спеціальних сенсорів, тому використовується виключно у SLR-конструкціях. Цифрові фотокамери, які використовують головний сенсор для передачі живої картинки на екран рідко-кристалічного монітору, змушені застосовувати більш повільний метод контрастного автофокусування.

### Порівняння оптичного і LCD-видошукачів
У залежності від положення дзеркала (внизу або вгорі) світло у один і той самий час може потрапляти або в окуляр видошукача, або на сенсор. Ось чому більшість цифрових дзеркалок не забезпечують живої картинки на екрані LCD-монітора, у той час як для звичайних цифрових фотокамер це — стандарт.
Перевагами оптичних видошукачів є те, що від них не так сильно втомлюються очі як це часто відбувається із електронними видошукачами (ЕВ) і те, що вони надають можливість постійно бачити (за винятком терміну експозиції) те саме зображення, яке буде відзнято, тому що в окуляр видошукача спрямовується те саме світло, що проходить крізь об'єктив і під час зйомки потрапляє на сенсор. У порівнянні зі звичайними цифровими фотокамерами з їх LCD та/або електронними видошукачами перевагою оптичних видошукачів є відсутність затримки показу зображення; зображення завжди актуальне тому, що відновлюється із швидкістю світла. Це особливо важливо для зйомки об'єктів що рухаються, наприклад для спортивної фотографії, або при зйомці під час руху фотографу з камерою. Крім того, роздільна здатність зображення у оптичному видошукачі значно вища ніж у LCD або електронних видошукачах, що може бути важливо при потребі точного ручного фокусування, як це буває при фотомакрографії та фотомікрографії.
У порівнянні з деякими бюджетними фотокамерами, обладнаними оптичним видошукачем, який використовує допоміжні лінзи, конструкція цифрових дзеркалок дозволяє уникнути паралаксу, який неминучо виникає при розташуванні точок спостереження не на одній осі.
Недоліком оптичних видошукачів є те, що у наслідок конструктивних особливостей стає неможливою компонування кадру та пошук виду використовуючи LCD-екран. Деяким людям зручніше компонувати кадр за LCD-екраном — для них це природніший спосіб користування камерою. Також електронні видошукачі можуть забезпечувати яскравіше зображення в умовах недостатньої освітленості завдяки тому, що яскравість і контраст картинки можуть бути підсилені електронікою; з іншого боку, зображення на LCD-екранах може бути погано видним при яскравому сонячному світлі. Крім того, оптичні видошукачі не забезпечують можливості компонування кадру при зйомці у нижній або у верхній позиції, що можливо у звичайних цифрових фотокамерах з поворотним LCD-монітором.

### Цифрові дзеркалки з переглядом наживо
Деякі виробники цифрових дзеркалок випускають фотокамери з можливістю використання екрана LCD-монітора як видошукача поряд із класичним оптичним варіантом (але не одночасно).
Компанія Olympus презентувала першу цифрову дзеркальну фотокамеру з переглядом наживо — щоправда у нетиповому виконанні з фіксованим об'єктивом — Olympus E-10, влітку 2000-го. З того часу інші виробники цифрових дзеркалок почали випускати фотокамери з можливістю попереднього перегляду на екрані LCD наживо.
З початку 2008-го деякі цифрові дзеркальні фотокамери від Canon, Nikon, Olympus, Panasonic, Leica, Pentax, Samsung та Sony почали забезпечувати можливість тривалого попереднього перегляду наживо. Крім того у Fujifilm FinePix S5 Pro реалізували можливість попереднього перегляду наживо протягом 30 секунд.
Деякі системи попереднього перегляду наживо використовують основний сенсор для передачі зображення на LCD (як це реалізовується у всіх не дзеркальних цифрових фотокамерах), інші — використовують допоміжний сенсор. Перевагами використання допоміжного сенсору є можливість уникнення появи додаткових шумів, які з'являються у результаті тривалого використання основного сенсору, і більш швидке автофокусування.
З'явилася нова можливість попереднього перегляду наживо з дистанції у фотокамер Canon EOS 40D та 1D Mark III, завдяки окремому програмному пакетові «DSLR Remote Pro v1.5» від Breeze Systems, випущеному у жовтні 2007-го.

## Об'єктиви цифрових дзеркальних фотокамер

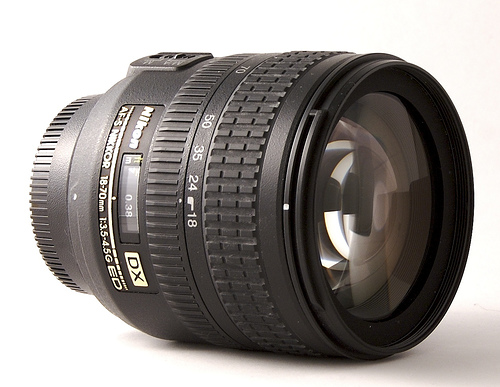
Об'єктив Nikon Nikkor 18-70mm

Можливість використання змінних об'єктивів під конкретні потреби фотографів, а також спеціалізованих об'єктивів, є ключем до популярності цифрових дзеркальних фотокамер.

### Кріплення об'єктивів
Змінні об'єктиви для SLR та DSLR фотокамер з'єднуються з корпусами за допомогою специфічних систем кріплення об'єктивів які, як правило, є унікальними для кожного виробника. Також існують спеціальні адаптери, які дозволяють сполучати об'єктиви з корпусами фотокамер, типи кріплення яких відрізняються.
Більшість об'єктивів сучасних DSLR і більш застарілих SLR фотокамер з одним типом кріплення є взаємозамінними. Проте більшість виробників DSLR фотокамер мають лінійку об'єктивів, оптимізованих для сенсорів, розмір яких менший за 35 мм плівку. Такі об'єктиви не підходять повністю для фотокамер з повнорозмірними сенсорами або 35 мм плівкою.

### Виробники фотооб'єктивів
Як вже було зазначено, більшість світових брендів на ринку фотокамер мають власні потужності з виробництва об'єктивів. Проте існують незалежні виробники оптики, такі як Sigma, Tamron, Tokina та Vivitar. Вони виробляють об'єктиви з різними системами кріплення.